# Казанець Іван Павлович
Іва́н Па́влович Казане́ць (12 жовтня 1918, Лоцманська Кам'янка — 15 лютого 2013, Москва) — радянський партійний і державний діяч. Голова Ради Міністрів Української РСР (червень 1963 року — вересень 1965 року), Міністр чорної металургії СРСР (1965—1985). Кандидат у члени ЦК КПРС в 1956—1961 роках. Член ЦК КПРС у 1961—1981 роках. Член Ревізійної Комісії КПУ в 1952—1954 роках. Член ЦК КПУ в 1954—1966 роках. Члени Президії ЦК КПУ 19 лютого 1960 — 20 жовтня 1965 р. Депутат Верховної Ради СРСР 4—11-го скликань (у 1954—1986 роках), депутат Верховної Ради УРСР 4—6-го скликань.

## Біографія
Народився 12 жовтня 1918 р. в селянській родині в селі Лоцманська Кам'янка Катеринославського повіту Катеринославської губернії (тепер Дніпропетровський район Дніпропетровської області).
Закінчив семирічну школу і в 1934 році став учнем Дніпропетровського індустріального технікуму, який закінчив у 1937 році.
У 1937 році разом зі своїми однокурсниками відряджений працювати на Кузнецький металургійний комбінат в Сибір. Тут пройшов усі щаблі — від робітника до інженерно-технічного працівника: був електриком, майстром кабельних мереж, з 1938 року — інженер, а з 1939 року — начальник дільниці заводських підстанцій. Одночасно з 1937 по 1944 рік навчався на вечірньому відділенні Сибірського металургійного інституту. Член ВКП(б) з 1944 року.
У 1944 році дістав призначення на Єнакіївський металургійний завод Сталінської області. Тут працював начальником зміни, потім — начальником навчально-курсового комбінату. Починаючи від 1945 р. — заступник секретаря парткому заводу, з 1947 року — заступник начальника і начальник цеху. З 1950 по 1952 рік — парторг ЦК ВКП(б) на заводі.
У 1952 році — 1-й секретар Єнакіївського міського комітету КП(б)У, у 1952—1953 роках — 1-й секретар Макіївського міського комітету КПУ Сталінської області.
З вересня 1953 до березня 1960 року — 1-й секретар Сталінського обласного комітету КПУ.
З 19 лютого 1960 до 2 липня 1963 року — 2-й секретар ЦК Компартії України.
З 28 червня 1963 року до 16 жовтня 1965 року — голова Ради Міністрів Української РСР.
2 жовтня 1965 — 5 липня 1985 року — міністр чорної металургії СРСР.
З липня 1985 року — персональний пенсіонер союзного значення в Москві. Останні роки працював радником в Корпорації чорної металургії.

## Нагороди
- п'ять орденів Леніна (26.04.1957, 1958, 1966, 1968, 1971),
- орден Жовтневої Революції (1978)
- 20 медалей (серед них 4 — зарубіжних країн).

## Наукові праці
- Казанец И. П. О черной металлургии США / И. П. Казанец. — М.: Металургія, 1975. — 199 с.: ил.
- Казанец И. П. Черная металлургия в девятой пятилетке / И. П. Казанец. — М.: Металургія, 1972. — 112 с.: ил.
- Казанец И. П. Черная металлургия на рубеже новой пятилетки / И. П. Казанец. — М.: Металургія, 1971. — 71 с.: ил.